# Западен Ориндж (Ню Джърси)
Западен Ориндж (на английски: West Orange) е град в окръг Есекс, Ню Джърси, Съединени американски щати. Намира се на 25 km западно от центъра на Ню Йорк. Населението му е 48 435 души (по приблизителна оценка от 2017 г.).
В Западен Ориндж умира изобретателят Томас Едисън (1847 – 1931).